# 1-メチルアデノシンヌクレオシダーゼ
1-メチルアデノシンヌクレオシダーゼ(1-methyladenosine nucleosidase、EC 3.2.2.13)は、以下の化学反応を触媒する酵素である。1-メチル
アデノシン + 水{\displaystyle \rightleftharpoons }D-リボース + 1-メチルアデニン
従って、この酵素は、1-メチルアデノシンと水の2つの基質、D-リボースと1-メチルアデニンの2つの生成物を持つ。
この酵素は加水分解酵素、特にN-グリコシル化合物を分解するグリコシダーゼに分類される。系統名は1-メチルアデノシンリボヒドロラーゼ(1-methyladenosine ribohydrolase)である。1-メチルアデノシンヒドロラーゼとも呼ばれる。